# Julián Ariza
Julián Ariza Rico (Madrid, 15 de agosto de 1934) es un sindicalista y político español, exdirigente de Comisiones Obreras (CC. OO.).

## Biografía
Estudió Maestría Industrial, en la especialidad de delineante, comenzando a trabajar en la fábrica Perkins, donde conoció a Marcelino Camacho. Junto a él sería uno de los fundadores de CC. OO., impulsadas principalmente por el Partido Comunista de España (PCE), del que fue militante desde 1963.
Dirigente comunista próximo a Santiago Carrillo, fue expulsado del PCE en 1985 junto al sector liderado por Carrillo, formando el Partido de los Trabajadores de España-Unidad Comunista, del que fue dirigente hasta que en 1991 la formación eurocomunista se integró en el PSOE. En el seno de la dirección de CC. OO. lideró la minoría carrillista durante esta época.
Fue asimismo consejero y vicepresidente del Consejo Económico y Social de España, adjunto a la secretaría general de CC. OO. durante el mandato de José María Fidalgo y presidente de la Fundación 1.º de Mayo de CC. OO. Recibió de Francia la medalla de caballero de la Legión de Honor.